# 太田祐雄
太田 祐雄（おおた すけお、1886年7月1日 - 1956年4月）は日本の自動車技術者。1957年に日本内燃機と合併するまで存在していた日本の自動車メーカー・オオタ自動車工業の創業者。

## 経歴
茨城県新治郡志筑村（その後千代田村→千代田町を経て、現在のかすみがうら市）出身。小学校卒業後、近在の酒造工場に奉公に出されたが、生来の機械好きと器用さから酒造工場の機械化に手腕を発揮、上京して伊賀氏広の飛行機研究を手伝った後、1912年6月、巣鴨郊外に個人経営の「太田工場」を開業した。教材用の小型発動機、模型飛行機、さらに当時の大手オートバイ販売会社・山田輪盛館向けのオートバイ用ピストンやピストンリングの製造を行った。1917年には神田・柳原河岸に工場を移転、自動車や船舶用エンジン修理を本業とする傍ら、小型自動車の試作に取り組んだ。1919年頃にはエンジンを完成、資金難から一時計画は頓挫しかけたが、義弟・野口豊の父・寅吉の出資によって車体の開発も続けられることになり、1923年5月に最初のオオタ車となる「OS型」(OHV4気筒965 cc・全長2895 mm・車両重量570 kg)を完成させた。OS型を生産化すべく、野口らと共に「国光自動車」を設立したが、同年9月1日の関東大震災で工場設備が全焼、計画は頓挫した。大震災の直後は家族をOS型試作車に乗せ、埼玉県まで避難したという。
祐雄は止む無く、個人会社「太田自動車工場」として再出発、引き続き自動車や船舶用エンジンの修理を続けたが、再度自動車製造に挑戦する。今度はより多数の販売が見込める小型トラックで、1930年に神田岩本町9番地(当時)に工場を移転した翌年の1931年に排気量500 ccの小型トラック・OS型を完成させ、内務省自動車取締規則により無免許運転が認められる小型車として、排気量を規制上限の750 ccに拡大して生産化、乗用車OA号と共に6 - 70台を生産した。当時の従業員は約15人という規模であった。
「太田自動車工場」は1935年4月3日、自動車産業進出を目論んだ三井財閥が資本金100万円を出資した高速機関工業に改組され、祐雄は同社の取締役技術部長に就任した。高速機関工業によってオオタ小型自動車の生産設備は拡張され、アメリカやドイツから輸入した最新の工作機械を備えた品川区東品川の新工場の従業員は、一挙に250人にまで増えた。
オオタ車の設計はそれまで、祐雄が夜半まで一人で製図板に向かって行っていたが、この頃になるとトラックの設計を津田和男が、乗用車については祐雄の長男・祐一(1913年生まれ)が担当することとなり、祐一は当時のヨーロッパ製新型車の斬新な設計に強い影響を受け、設計を進歩的なものに改め、極めてスタイリッシュなOD型(1937年)などのモデルを開発した。
一方、祐雄は1923年に設立された「日本自動車競走倶楽部」の設立発起人になるなど、早くからモータースポーツに強い関心を持ち、当時の中古アメリカ車をベースにレーシングカーを製作したこともあったが、1936年に日本最初のサーキット・多摩川スピードウェイ(戦争により閉鎖)が完成すると、祐一をはじめとする3人の息子たちと共にオオタ小型自動車をベースにしたレーシングカーを作り上げ、盧溝橋事件勃発翌年の1938年に日本での自動車レースが中止となるまで、時には自らも操縦して参戦を続け、この分野でもライバルで企業規模の遥かに大きいダットサンを圧倒した。
叩き上げ技術者の祐雄と、技術もデザインも運転技術にも長じた長男・祐一とのコンビは、同時期のフランスにおけるエットーレとジャンのブガッティ親子にも似た関係であったが、第二次世界大戦はこのコンビを引き裂いてしまう。
1938年以降戦時体制が強化されると、高速機関工業は資材割り当て制限によって乗用車はもとよりやがてトラックさえも生産できなくなり、筆頭株主は三井財閥から立川飛行機に変わり、航空機部品や防空用消火ポンプエンジンの生産を行うことになった。自動車生産が中止されたことで、息子たちは終戦までに次々と高速機関工業を離れてしまい、祐雄のみが残留した。
1945年の敗戦後、1947年に自動車製造は再開されたが、経営の主導権は引き続き旧立川飛行機出身者が握り、息子たちは高速機関工業には戻らなかった。祐雄は専務取締役として、1952年には社名がオオタ自動車に改められたこの会社の経営陣の一角に踏みとどまった。
1953年後半以降、日本経済は朝鮮戦争の停戦に伴う経済不況に見舞われ、オオタ自動車工業は新工場建設のための過剰な設備投資、自動車販売の不振、資金回収の遅れから経営を急速に悪化させた。1955年1月には会社更生法の適用を申請して事実上倒産、1955年5月に会社更生法による更生手続きが開始され、日本交通社長・川鍋秋蔵が管財人に就任することとなった。こうした状況の中、祐雄は1956年に死去、2年後には自らの苗字を冠した自動車が生産されなくなることを知らずに世を去った。